# Christian Borchgrevink
Christian Borchgrevink (Oslo, 11 mei 1999) is een Noors voetballer die bij voorkeur als verdediger gepositioneerd staat. In 2017 tekende hij een contract bij Vålerenga IF.

## Clubcarrière
Borchgrevink stapte over naar de jeugd van Vålerenga IF op negen jarige leeftijd. Hier tekende hij in maart 2017 zijn eerste professionele contract.

## Clubstatistieken
| Seizoen | Club         | Competitie  | Competitie | Competitie | Beker | Beker | Internationaal | Internationaal | Overig | Overig | Totaal | Totaal |
| Seizoen | Club         | Competitie  | Wed.       | Dlp.       | Wed.  | Dlp.  | Wed.           | Dlp.           | Wed.   | Dlp.   | Wed.   | Dlp.   |
| ------- | ------------ | ----------- | ---------- | ---------- | ----- | ----- | -------------- | -------------- | ------ | ------ | ------ | ------ |
| 2017    | Vålerenga IF | Eliteserien | 1          | 0          | 3     | 0     | -              | -              | 0      | 0      | 4      | 0      |
| 2018    | Vålerenga IF | Eliteserien | 2          | 0          | 1     | 1     | -              | -              | 0      | 0      | 3      | 1      |
| 2018    | HamKam       | 2. Divisjon | 6          | 0          | 0     | 0     | -              | -              | 0      | 0      | 6      | 0      |
| 2019    | Notodden FK  | 2. Divisjon | 7          | 1          | 1     | 0     | -              | -              | 0      | 0      | 8      | 1      |
| 2019    | Vålerenga IF | Eliteserien | 12         | 1          | 1     | 0     | -              | -              | 0      | 0      | 13     | 1      |
| 2020    | Vålerenga IF | Eliteserien | 4          | 0          | 0     | 0     | -              | -              | 0      | 0      | 4      | 0      |
| Totaal  | Totaal       | Totaal      | 32         | 2          | 6     | 1     | 0              | 0              | 0      | 0      | 38     | 3      |

Bijgewerkt op 27 juni 2020.